# Rivernoux
Le Rivernoux (ou Rivernous) est un cours d'eau du département de l'Hérault en région Occitanie et un affluent de la Lergue, donc un sous affluent de l'Hérault.

## Géographie
Le Rivernoux prend sa source sur la commune de Soumont dans l'Hérault.
Long de 8,3 kilomètres, il se jette dans la Lergue au niveau du Bosc.

### Communes et cantons traversés
Dans le seul département de l'Hérault, le Rivernoux traverse deux communes, dans un seul canton, de l'amont vers l'aval, de Soumont (source), Bosc (confluence).
Soit en termes de cantons, le Rivernoux prend source et conflue dans le même canton de Lodève, dans l'arrondissement de Lodève.

## Affluents
Le Rivernoux a un seul affluent référencé :
- le ruisseau de Rivièral (rd[note 1]) 6,2 km, sur les deux communes de Soumont et Le Bosc[2].

### Rang de Strahler
Donc son rang de Strahler est deux.